# (4761) Urrutia
(4761) Urrutia est un astéroïde de la ceinture principale.

## Description
(4761) Urrutia est un astéroïde de la ceinture principale. Il fut découvert le 27 août 1981 à La Silla par Hans-Emil Schuster. Il présente une orbite caractérisée par un demi-grand axe de 2,34 UA, une excentricité de 0,22 et une inclinaison de 25,6° par rapport à l'écliptique.

## Compléments